# Nationaal Park Torngat Mountains
Het Nationaal Park Torngat Mountains (Engels: Torngat Mountains National Park) is een nationaal park in de Canadese provincie Newfoundland en Labrador. Het park ligt aan de noordelijke tip van het schiereiland Labrador waar de straat Hudson overgaat in de Labradorzee. Het park beschermt alzo een gedeelte van het Torngatgebergte, in de autonome regio Nunatsiavut. "Torngait" is Inuktitut en betekent "plaats van geesten".

## Geografie
Het park dat zich uitstrekt van Cape Chidley in het noorden tot de Saglekfjord in het zuiden heeft een oppervlakte van 9.700 km², waarmee het een van de grotere nationale parken in Canada is. Het park wordt beheerd door Parks Canada. De in vogelvlucht dichtstbijgelegen permanent bewoonde nederzettingen zijn Kangiqsualujjuaq (70 km westelijker) en Nain (230 km zuidelijker).
De 1.652 meter hoge Mount Caubvick – het hoogste punt van Canada ten oosten van de Rocky Mountains – ligt in het Nationaal Park Torngat Mountains, met de top slechts een tiental meter verwijderd van de provinciegrens met Quebec. De westelijke flanken van de berg liggen dan ook in Quebec en maken onderdeel uit van het aanliggende Nationaal Park Kuururjuaq.
Heel wat bergen van het park liggen vlak bij de kust, zoals de 523 m hoge Mont Qarqaaluk. De eilanden die vlak voor de noordkust van Labrador liggen maken eveneens deel uit van het nationaal park. Bij verre het grootste daarvan is North Aulatsivik Island.

## Geschiedenis
Het park werd opgericht op 1 december 2005 als Torngat Mountains National Park Reserve. Dat Parks Canada ernaar refereerde als "Park Reserve" slaat op de nog niet geregelde claims en bescherming van de rechten van de First Nations. In 2005 was wel reeds een Labrador Inuit Land Claims Agreement en een Labrador Park Impacts and Benefits Agreement in voege, maar ook de Inuit van Nunavik in het noorden van Quebec hadden landclaims op het gebied. Pas bij het afsluiten van de Nunavik Inuit Land Claims Agreement op 10 juli 2008 kon het National Park Reserve officieel geopend worden als het Torngat Mountains National Park.

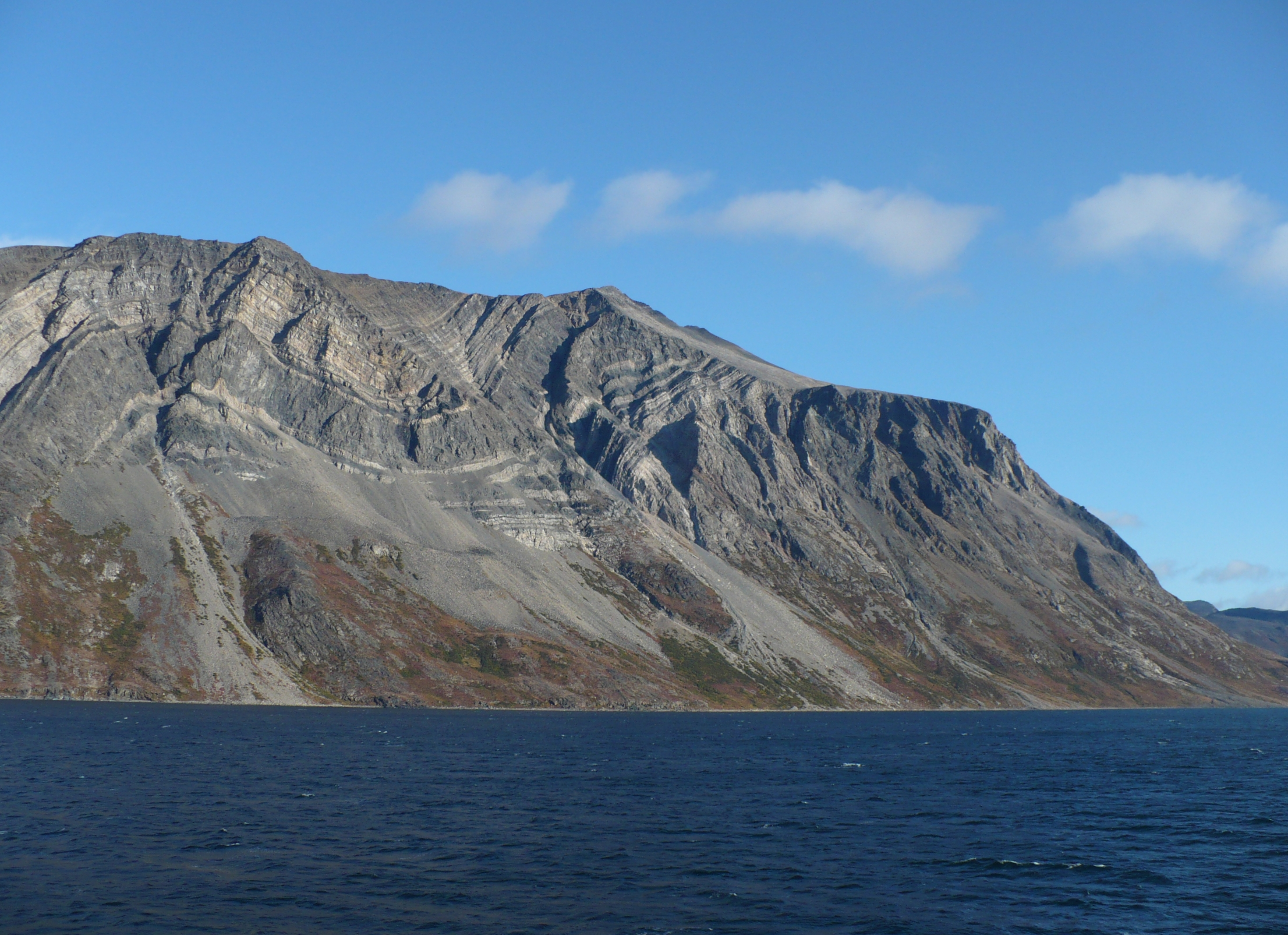
De Saglekfjord
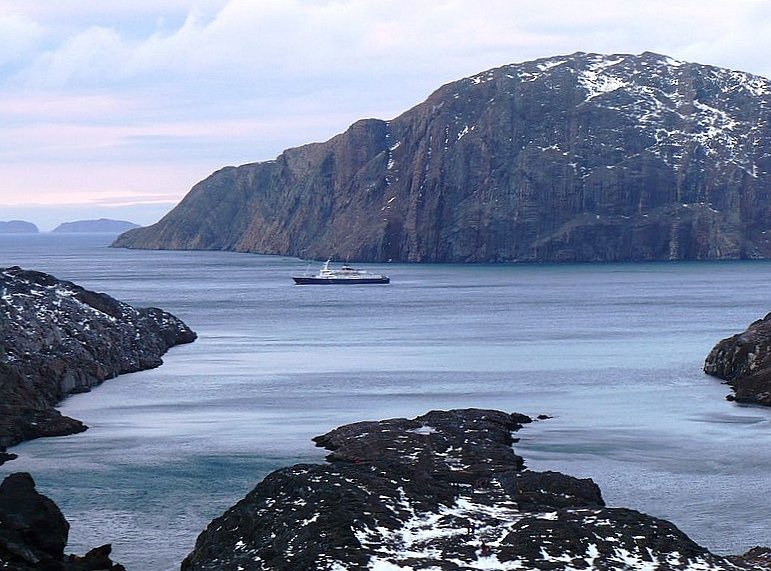
Zicht op Killiniq Island
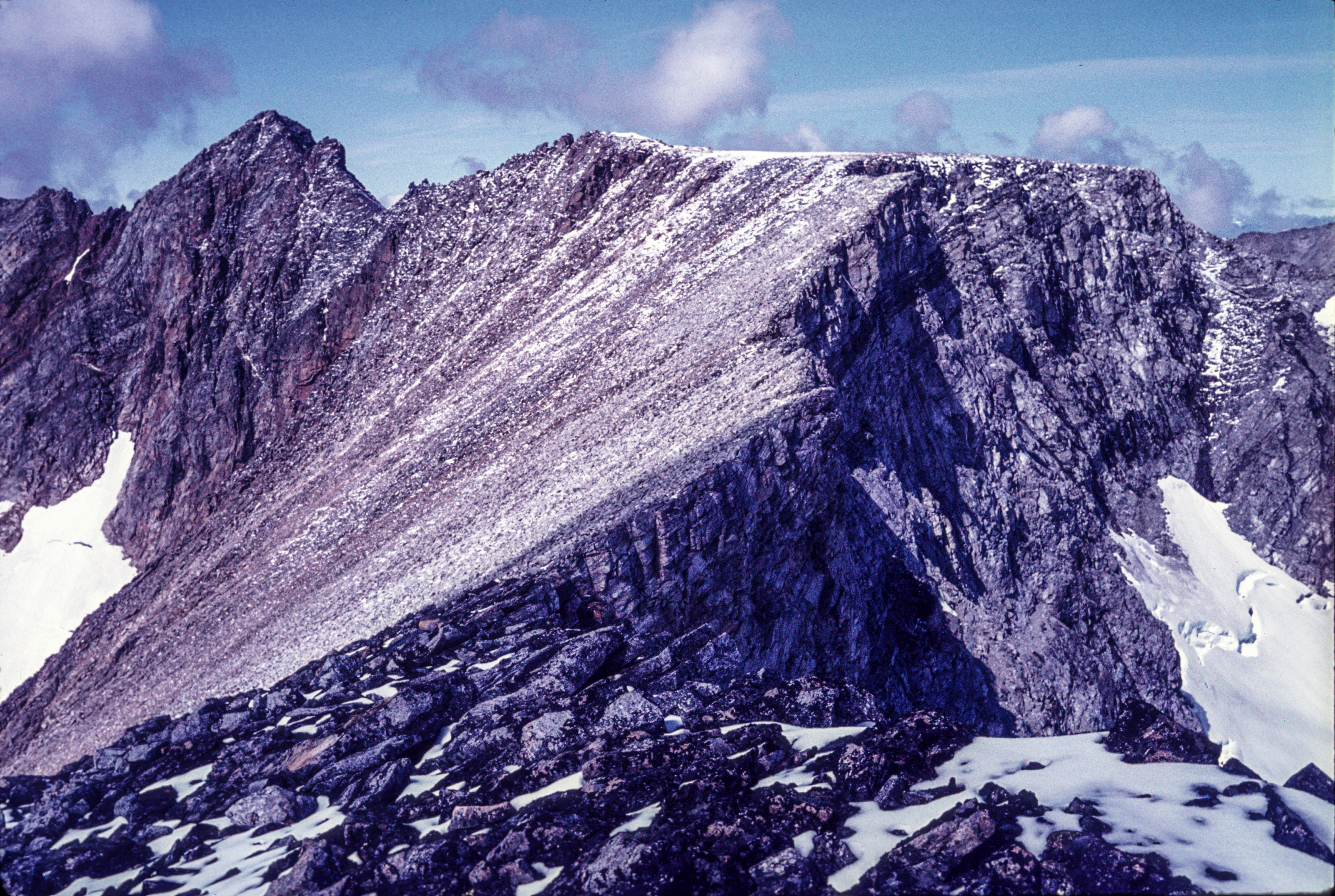
Mount Caubvick

## Hoornsteengroeves
In het nationaal park bevinden zich groeves waar de inheemse bevolking gedurende duizenden jaren de kostbare Ramah-hoornsteen ontgon (ca. 3000 v.Chr. – ca. 1400 n.Chr.). De hoornsteengroeves van Ramah (Inuit: Kitjigattalik) zijn erkend als National Historic Site of Canada.